# Consell departamental de l'Alier
El Consell departamental de l'Alier (en francès, conseil départemental de l'Allier) és l'assemblea deliberant del departament francès de l'Alier, a la regió d'Alvèrnia-Roine-Alps. La seu es troba a Moulins-sur-Allier.

## Composició
El març de 2015 el Consell departamental de l'Alier era constituït per 38 elegits pels 19 cantons de l'Alier.
| Partit                              | Sigles | Electes |
| ----------------------------------- | ------ | ------- |
| Majoria (20 escons)                 |        |         |
| Divers Droite                       | DVD    | 11      |
| Els Republicans                     | LR     | 4       |
| Unió dels demòcrates i independents | UDI    | 3       |
| Union de la droite                  | UD     | 2       |
| Oposició (18 escons)                |        |         |
| Partit Socialista                   | PS     | 8       |
| Partit Comunista Francès            | PCF    | 7       |
| Partit Radical d'Esquerra           | PRG    | 2       |
| Divers gauche                       | DVG    | 1       |
| President del Consell departamental |        |         |
| Gérard Dériot (LR)                  |        |         |